# Peter Claver Narh
Peter Claver Kwame Narh SVD (* 7. Januar 1978 in Asesewa, Ghana) ist ein ghanaischer Ordensgeistlicher. Seit Mai 2023 ist er Provinzial der deutschen Provinz der Steyler Missionare.

## Leben
Narh wuchs mit fünf Geschwistern im Südosten Ghanas auf. In seiner Heimat trat er den Steyler Missionaren bei, studierte Philosophie und absolvierte sein Noviziat. 2001 kam er nach Deutschland und studierte Theologie an der Philosophisch-Theologischen Hochschule in Sankt Augustin. 2005 legte er sein ewiges Gelübde ab, wurde zum Diakon geweiht und war als solcher ein Jahr in Lauingen eingesetzt. Nach seiner Priesterweihe 2006 war er Kaplan in Eberhardzell sowie später an St. Mariä Heimsuchung in Sankt Augustin-Mülldorf.
Ab 2011 studierte Narh Pastoralpsychologie an der Philosophisch-Theologischen Hochschule Sankt Georgen in Frankfurt am Main sowie den Master Supervision und Beratung an der Universität Bielefeld. In dieser Zeit war er als Kaplan in der Herz-Jesu-Kirche in Frankfurt-Fechenheim tätig. Am 5. Juni 2018 promovierte er in St. Georgen mit summa cum laude zum Doktor der Theologie.
Ab 2019 war Narh Vize-Provinzial der deutschen Provinz, im Januar 2023 wurde er als Nachfolger von Martin Üffing für drei Jahre zum Provinzial gewählt. Peter Claver Narh trat sein Amt am 1. Mai 2023 an und ist der erste Provinzial, der nicht aus Deutschland stammt.

## Publikationen
- Interkulturelles Zusammenleben in einer Ordensgemeinschaft am Beispiel der Steyler Missionare. Peter Lang, 2019. (Dissertation)